# Аполо 13
 Тази статия е за космическия полет.  За филма вижте Аполо 13 (филм).  
Аполо 13 е седмият пилотиран космически кораб от програмата Аполо на НАСА и трети изстрелян с цел кацане на Луната. Това е първият космически кораб, претърпял авария извън земна орбита и успял да се завърне благополучно на Земята, след обиколка около Луната.
Емблематично за мисията в масовото съзнание остава радиосъобщението Houston, we’ve had a problem („Хюстън, имаме проблем“), с което астронавтите докладват за аварията на центъра за контрол на полетите в Хюстън.

## Екипаж
| Пост                     | Астронавт                             |
| ------------------------ | ------------------------------------- |
| Командир                 | Джеймс Ловел четири космически полета |
| Пилот на командния модул | Джон Суигърт един космически полет    |
| Пилот на лунния модул    | Фред Хейз един космически полет       |

- Броят на полетите за всеки астронавт е преди и включително тази мисия.

Джон Суигърт заменя в основния екипаж Томас „Кен“ Матингли три дни преди старта на Аполо 13.

## Дублиращ екипаж
| Пост                     | Астронавт                       |
| ------------------------ | ------------------------------- |
| Командир                 | Джон Йънг три космически полета |
| Пилот на командния модул | Джон Суигърт                    |
| Пилот на лунния модул    | Чарлс Дюк                       |

- Броя на полетите за всеки астронавт е преди тази мисия.

## Първоначален екипаж
| Пост                     | Астронавт                          |
| ------------------------ | ---------------------------------- |
| Командир                 | Гордън Купър два космически полета |
| Пилот на командния модул | Дон Айзъл един космически полет    |
| Пилот на лунния модул    | Едгар Мичъл                        |

- Броя на полетите за всеки астронавт е преди тази мисия.

Първоначално основният екипаж на Аполо 13 изглеждал така. Доналд Слейтън, Директор на астронавтското бюро на НАСА и главен мениджър на екипажите по програмата Аполо не бил доволен от това положение. Причините за това били две: на първо място номинираният за командир на полета Гордън Купър, ветеран от два космически полета, не показвал нужните резултати в тренировъчните тестове, а по това време не бил и в добра физическа кондиция; на второ място, Дон Айзъл, номиниран за пилот на командния модул, се представил под очакванията по време на мисията на Аполо 7, а имал извънбрачна връзка, нещо, което ръководството на НАСА категорично не одобрявало. Слейтън решил да повери командването на Аполо 13 на ветерана Алън Шепърд, но последният имал нужда от още подготовка след шестгодишно прекъсване на летателни дейности. В този момент дублиращият екипаж на Аполо 11, командван от Джеймс Ловел, бил най-добре подготвеният и получил назначение за основен екипаж на предстоящата мисия. Алън Шепърд бил назначен за командир на Аполо 14. Гордън Купър изразил несъгласие с такова решение и избухнал скандал между него и Слейтън, широко дебатиран както от печата, така и от електронните медии. В резултат на това ветеранът от мисиите на Мъркюри 9 и Джемини 5 бил уволнен от НАСА. Дон Айзъл също никога повече не бил включен в екипажи за космически полети и скоро след това напуснал НАСА.

## Общи сведения
Аполо 13 е петият изпратен към Луната пилотиран кораб на НАСА, и трети по ред с цел кацане на естествения спътник на Земята. Съставен е от ракетата носител Сатурн V (AS-508), командния модул CM-109 с позивна Odyssey („Одисея“) и лунния модул LM-7 с позивни Aquarius („Водолей“). Мисията има задача да извърши меко кацане в района на планинските възвишения Фра Мауро с надеждата за по-богати геоложки проучвания за разлика от предишните две мисии (Аполо 11 и Аполо 12), кацнали в сравнително равнинни райони.

### Предстартови проблеми
Една седмица преди старта Чарлс Дюк се разболява от шарка, прихваната от детето му. При направените медицински изследвания на двата екипажа, които тренирали заедно и били в контакт по между си, се оказва, че само Томас Матингли няма изграден имунитет срещу вируса. Лекарите били непреклонни пред молбите на екипажа да не се отстранява Матингли и се наложило дубльорът Джон Суигърт, пилот на командния модул, да замени титуляра. Впоследствие Матингли, оставайки на Земята, въобще не се разболял.

## Полет
Корабът е изстрелян по план в 19 часа 13 минути 00 секунди UTC на 11 април 1970 г. от стартова площадка 39 А (LC 39 A) на Кейп Кенеди. Двигателите на първа и втора степен на ракетата Сатурн V работят стабилно и Аполо 13 е изведен на околоземна орбита с апогей от 185,5 km и перигей от 181,5 km. След кратък престой на т. нар околоземна паркинг-орбита, двигателят на трета степен е запален и корабът поема към своята цел – Луната. Осъществява се маневра за разделяне и скачване на командния с лунния модули (транспозиция). Около 30 ч. 40 м. 50 с. след старта е извършена маневра за излизане от балистичната траектория, по която са летели предишните мисии на Аполо. По план Аполо 13 трябва да влезе в орбита около Луната със скорост и траектория, позволяваща след включване на главния двигател на командния модул, кацане в предварително определения район на Фра Мауро. Ако заплануваната маневра около Луната не се осъществи по план, то корабът може да се озове в траектория от 65 000 km встрани при завръщането си към Земята.
На 13 април в 13 ч. 24 м. UTC е проведено последното излъчено в ефир телевизионно предаване от борда, продължило 27 минути. След приключването му с пожелания за „спокойна вечер и лека нощ“, екипажът продължава изпълнението на рутинните операции на кораба. В 14 ч. 07 м. 37 с. UTC на 13 април Джон Суайгърт включва шалтера за хомогенизиране на криогенните резервоари.

### Авария
Шестнадесет секунди по-късно, или 55 ч. 54 м. 53 с. след старта, кислороден резервоар номер 2 експлодира. В този момент Аполо 13 се намира на близо 320 000 km от Земята.
Houston, we’ve had a problem („Хюстън, имахме проблем“) докладва Суайгърт.
Уредите на кораба отчитат, че не работят две от трите горивни камери, произвеждащи електроенергия за кораба, кислороден резервоар номер две е празен, а в резервоар номер 1 налягането бързо спада. Резервоар номер 2 се намира в 4-ти отсек на сервизния модул и астронавтите не могат да видят през люковете на кораба какви са пораженията. Това, което обаче вижда Ловел, е отчайващо – около кораба се образува облак от изтичащ замръзнал газ – остатъка от 150 килограмовия охладен под критичната температура при налягане от 65 атмосфери кислород на резервоар номер 1. Първоначалният вариант за удар с метеорно тяло не се потвърждава, защото налягането в кораба се запазва и не е установено изтичане на въздух от обитаемите части. Появяват се обаче аномалии в курса и вибрации по корпуса на кораба. Впоследствие се оказва, че се дължат на изтичащия в откритото пространство кислород от резервоар номер 1. По необясними причини връзката със Земята се прехвърля от главната антена на четирите спомагателни антени. Има съществена разлика в показанията на компютрите и датчиците на кораба с тези в Контролния център в Хюстън. Последователно излизат от строя електрозахранването, кислородните запаси и горивните камери на сервизния модул. Налягането в първи резервоар бързо спада и с това шансовете за работата на животоподдържащите системи в командния модул се клонят към нула. Налага се, с цел пестене на електроенергия, необходима за операциите при приземяване, да се изключат всички бордови системи, включително и главния компютър на командния модул. След около два часа и половина, или 57 ч. 37 м. 00 с. след старта, тричленният екипаж напуска „Одисея“ и заема места в двуместния „Водолей“.

### Обратен път към Земята
Поради невъзможността за продължаване на мисията по предварително запланувания план, екипът в контролния център на полета взима решение за прекратяването ѝ и завръщане на Земята. Използването на основния двигател на сервизния модул е много рисковано, поради критичното състояние на „Одисея“ и изчерпването на оставащата в акумулаторите енергия и се налага всичките маневри да се извършат с двигателите на лунния модул.

#### Влизане в балистична траектория
61 ч. 29 м. 43 с. след старта малките двигатели за ориентация на „Водолей“ са запалени. Първата маневра е поставяне на кораба в необходимата позиция спрямо Луната, понеже визуалното ориентиране по звездите е невъзможно заради ледените парчета кристализирал облак, заобикалящ Аполо 13. Всички координати са предоставени от Контролния център в Хюстън и са вкарани в бордовия компютър на лунния модул от Хейз. След 7,5 s е включен главният двигател, който работи на 40% мощност в продължение на 25 s. Корабът получава ускорение от 4,8 m/s и навлиза в балистична траектория с периселений от 254,3 km, която го отвежда на курс към Земята. Операцията е изпълнена с голяма точност, като се има предвид, че подобна маневра не е била предвидена и тренирана в предварителната програма при обучението. Вариантът „спасителна лодка“, при който лунният модул играе ролята на резервен кораб, е предвиден в инструкциите на НАСА, но никога преди това не е предвидено изпълнението му със стикован сервизен и команден модул. Работата на относително малкия двигател на „Водолей“ не била разчетена за значително по-голямата маса на Аполо с изместен навътре център на тежестта на кораба. 73 ч. 32 м. след старта е проведена навигационна процедура по ориентация. Главен и единствен видим ориентир е Слънцето. Операцията е изпълнена успешно и потвърждава точността на траекторията със съвсем незначително отклонение. С приближаването към Луната се появяват смущения в радиовръзката със Земята. Оказва се, че третата степен на ракетата носител, летейки към Луната, работи на една и съща честота с лунния модул и създава смущения в ефира. Същевременно ръководството на НАСА приема варианта за най-бавното и безопасното завръщане на Земята от предложените три проекта, разработени в кризисния щаб от специалистите в командния център. Той предвижда цялостната конфигурация на Аполо 13 да достигне до родната планета.

#### Периселен и ПС+2
Джеймс Ловел, Джон Суигърт и Фред Хейз са тримата астронавти, отдалечили се на най-голямо разстояние от Земята. 77 ч. 32 м. 09 с. след началото на мисията, те преминават за около 25 минути през обратната страна на Луната на височина от 254,3 km или на 400 171 km от Земята. По време на радиосянката астронавтите правят много снимки на каменистия сателит и подготвят кораба за маневрата за увеличаване на скоростта, условно наречена „Периселений плюс две“ (ПС+2). С нея се цели увеличаване скоростта на Аполо и промяна на мястото на приводняване. По направените изчисления без тази промяна в курса корабът би се приводнил в района на остров Мадагаскар в Индийския океан, където няма разположени плавателни съдове на САЩ. На 15 април в 2 ч. 40 м. 31 с. UTC или 79 ч. 27 м. 39 с. след старта отново е включен главният двигател на „Водолей“. Първите 23 секунди двигателят работи на 40% от мощността си, а следващите 4 минути на 100%. Маневрата е успешна и по предварителните разчети корабът би трябвало да се приводни в южната част на Тихия океан, където го очакват Военноморските сили на Шести флот. Преди да бъде дадено разрешение на астронавтите за почивка, е извършена процедура по завъртане на кораба в състояние на „пасивен топлинен контрол“, при която корабът се върти бавно около своята надлъжна ос, излагайки на слънце всяка една от страните си. Това се налага от голямата разлика в температурите на огряната от Слънцето и тази в сянката повърхности. След приключването на ПС+2 екипажът отново изключва повечето системи на кораба с цел пестене на електроенергия.

#### Проблем с животоподдържащата система
Работата на пречистващата система на въздуха във „Водолей“ е разчетена за периода от време, в който двама от астронавтите ще прекарат на лунната повърхност. При настъпилата ситуация филтрите от литиев хидроксид много по-бързо се насищат от присъствието на трима души в малката кабина. Нивото на въглероден диоксид бързо се покачва и стига критични стойности. На разположение има само един резервен филтър, който би пречиствал въздуха от въглеродния диоксид до към 85-ия час на полета. Годните филтри от „Одисея“ не могат да се използват, поради разлика във формите на гнездата в командния и лунния модул. Екип от инженери на НАСА разработва подръчно направено приспособление от найлонов плик, картон, взет от вече непотребния наръчник от процедури при излитане от Луната, маркучи и изолирбанд. Проектът е издиктуван на астронавтите по радиото и те се захващат с изпълнението му. След един час работа пакетът с два квадратни филтъра е прикрепен към системата на кръглите филтри за пречистване на въздуха и проблемът е отстранен. Нивото на въглероден диоксид в кабината започва бързо да спада и достига границите на нормата.

#### Трето запалване на двигателите
След направената корекция на траекторията ПС+2, Аполо 13 би трябвало да навлезе в земната атмосфера под най-благоприятния ъгъл от 6,5 °градуса. Осемнадесет часа по-късно параметрите сочат, че корабът лети с курс от 6,3 градуса. Налага се нова корекция за прецизиране на ъгъла. Междувременно, след 97 ч. 10 м. 05 с. от старта, на „Водолей“ се усеща лек трус и изтичане на газ в пространството от акумулаторното отделение. Проблемът се дължи на конструкцията на самите акумулатори, която предвижда получените отпадни газове при работа – кислород и водород, да се отделят в малка камера под капака на акумулатора. При протичане на искра вътре в батерията се стига до малка експлозия. За щастие повредите в акумулатор номер две са незначителни, а самата система е конструирана така, че напрежението от останалите три акумулатора възстановява пострадалия номер 2. На 16 април в 04 ч. 31 м. UTC отново е запален главният двигател на лунния модул, който работи в продължение на 14 секунди при 10% мощност. Цялата операция по ориентиране и коригиране на курса е извършена ръчно, без да се включва апаратурата на кораба. По данни от Земята курсът е променен и траекторията на влизане в атмосферата е в нормалните 6,5°.
На борда на „Одисея“, използван от астронавтите за място за почивка, температурата на въздуха е около 5 °C. Фред Хейз усеща първите симптоми на настинка още на 15 април, а впоследствие го втриса. Астронавтите не разполагат с никакви завивки или допълнителни дрехи, за да се предпазят от студа. Налага се командирът на мисията Джеймс Ловел да вземе в прегръдките си тресящият се от високата температура Хейз, за да го стопли. Хейз се оправя от настинката чак след като е настанен в лазарета на очакващия ги самолетоносач „Иво Джима“.
Три часа и половина след последната маневра на „Водолей“ експлодира предпазният клапан на резервоара с гориво. Системата за подаване на горивото към двигателя на лунния модул е конструирана за еднократно запалване при кацането на Луната. За изтласкване на взривоопасното горивото към горивната камера се използва течен хелий. Той не влиза в реакция с горивото, но е с най-ниска точка на кипене и при повишаване на температурата се изпарява. За да не последва експлозия, е поставен предпазен клапан в тръбите, които излизат от резервоара. След третото запалване на двигателя налягането в резервоара достига 130 атмосфери, клапанът избива, хелият отлита в безвъздушното пространство, а „Водолей“ остава без гориво за главния двигател.

### Кацане на Земята
По времето на целия полет от Луната до Земята инженерите в Контролния център в Хюстън не могат да установят причините за аномалиите в курса на Аполо 13. 32 часа след последната маневра се налага нова корекция на полета. Траекторията е изместена до ъгъл от 6,15 градуса и маневрата за връщане в курса е задължителна. Решено е тя да се извърши с помощните двигатели за коригирането на траекторията. Пет часа и петнадесет минути преди планираното приводняване или 137 ч. 39 м. 52 с. след старта маневрата е осъществена на по-малко от 60 000 km от Земята. Петнадесет минути по-късно Суайгърт се прехвърля в „Одисея“, а Ловел и Хейз са на своите места във „Водолей“. В 138 ч. 01 м. 48 с. е даден лек тласък с двигателите на лунния модул и сервизният модул бива откачен. През илюминаторите на кораба астронавтите наблюдават и заснемат преминаването на чудовищно обезобразения от експлозията SM 109. На мястото на панел номер четири зее огромна яма с остатъци от изолации, кабели и разкъсани ламарини. Кислороден резервоар 2 въобще липсва, изтръгната е цялата плоскост от основата до двигателя. Засегнато е и главното сопло, липсват два от четирите маневрени двигателя.
През следващите няколко часа е възстановено електрическото захранване на командния модул. Всички системи функционират в норма и корабът е готов за следващите планирани операции. На разстояние 25 000 km от Земята и по-малко от два часа преди планираното навлизане в плътните слоеве на атмосферата астронавтите се разделят с „Водолей“. На 141-вия час и 30-ата минута от старта астронавтите заемат места в спускаемата капсула и Суайгърт отделя „Водолей“ от „Одисея“. Следва маневра по равняване на кораба по Луната и навлизане в земната атмосфера. В 18 ч. 07 м. 41 с. UTC на 17 април или 142 ч. 54 м. 41 с. от началото на мисията Аполо 13 се приводнява в южния Пасифик. Точката на приводняване е 22°03′00″ ю. ш. 165°37′00″ з. д. / 22.05° ю. ш. 165.616667° з. д. на около 4,5 km от очакващия ги самолетоносач „Иво Джима“. Тримата астронавти са качени на борда на кораба с помощта на хеликоптер, където са посрещнати от възгласите на моряците от кораба. Веднага е им е направен медицински преглед и Фред Хейз е настанен в лазарета. На следващия ден астронавтите са транспортирани до Хавай, където са посрещнати от семействата си и президента на САЩ Ричард Никсън.

## Разследване на аварията
На 17 април 1970 г., няколко часа след успешното завръщане на астронавтите на Земята, директорът на НАСА Томас Пейн сформира комисия за разследване на инцидента. Комисията е съставена от четиринадесет члена – инженери, администратори и астронавти от НАСА с председател Едгар Кортрайт (Edgar M. Cortright), директор на Изследователския център на НАСА във Вирджиния, както и един независим наблюдател. В хода на работата ѝ е установено, че при производството и реконструкцията на кислородните резервоари е допусната техническа грешка. Цялата електрическа система по проект е съвместима с тази на Аполо и работи при напрежение от 28 V. Впоследствие се налага преработването ѝ на 65 V за уеднаквяване с тази на захранването на стартовата площадка в Кейп Канаверал, но е направен пропуск и терморелетата остават на 28 V. По нататъшното разследване установява, че резервоар номер две първоначално е поставен в модул, който трябва да излети с Аполо 10. След решението за модифициране, при свалянето от металната рамка на модула, резервоарът се закача и цялата конструкция, повдигната от кран на височина не по-голяма от пет сантиметра, пада на земята. При направения преглед не са установени никакви повреди. След направената реконструкция, резервоарът е монтиран на Аполо 13. По време на пълната предстартова проверка, проведена 15 дни преди старта, се появява малка аномалия при източването на кислороден резервоар номер 2. Инженерите решават, че отходните тръби са се разместили от удара при свалянето от Аполо 10 и това пречи за пълното му изпразване. Екипът взима решение да се включат нагревателите на резервоара, за да може течният кислород да се загрее и изпари. При достигане на температура от 26 °C терморелетата се задействат и вместо да изключат нагревателите, залепват от подаденото им по-високо напрежение от 65 V и престават да функционират. Процедурата по източване продължава цяла нощ и температурата в резервоара достига до 540 °C. Тя обаче не е констатирана от наблюдаващия екип, понеже термометрите на резервоара са разграфени и пригодени да отчитат температура до плюс 26 °C. Под продължителното въздействието на високата температура, тефлоновото покритие на кабелите вътре в резервоара се стапя и кабелите се оголват. При следващото включване за подгряване по времето на полета между оголените кабели прескача искра, от която се запалва тефлоновата изолация на резервоара. В резултат на горенето налягането в резервоара бързо се покачва над допустимото и избива капака му изпълвайки горивния отсек (Сектор 4) с газообразни кислород и продукти на горенето. Налягането им избива болтовете на външния панел на корпуса. При проведените следствени експерименти в Космически център Джонсън в Хюстън предположенията на комисията се потвърждават напълно.